# Tingvoll
Tingvoll este o comună din provincia Møre og Romsdal, Norvegia.